# Premio MAXXI
Il Premio MAXXI, nato nel 2000 come Premio per la Giovane Arte italiana e dal 2010 al 2014 denominato Premio Italia, è un importante riconoscimento di Arte contemporanea italiana assegnato a cadenza biennale con lo scopo di sostenere e diffondere giovani artisti ed artisti mid-career attraverso la produzione di un'opera da parte del museo.

## Storia del Premio MAXXI

### 2000-2008: Premio per la Giovane Arte italiana
Il Premio per la Giovane Arte italiana nacque nel 2000 come riconoscimento per i giovani artisti con lo scopo di sostenere il dibattito sull'arte italiana e contemporaneamente acquisire nuove opere per il futuro MAXXI - Museo nazionale delle arti del XXI secolo, allora in fase di progettazione. La prima edizione del primo si svolse quindi nell’Ala mazzoniana della stazione Termini di Roma, per poi spostarsi nelle edizioni successive presso le sale di Via Guido Reni.
In questi anni, il regolamento prevedeva l'acquisizione di tutte le opere presentate e prodotte per il premio dai finalisti.

#### Edizione 2000-2001
Per la prima edizione del festival, la giuria selezionò tra 500 artisti i 15 partecipanti che furono: Mario Airò, Stefano Arienti, Massimo Bartolini, Vanessa Beecroft, Bruna Esposito, Stefania Galegati, Miltos Manetas, Margherita Manzelli, Eva Marisaldi, Liliana Moro, Paola Pivi, Alessandra Tesi, Grazia Toderi, Vedovamazzei e Francesco Vezzosi.

#### Edizione 2002-2003
Nella seconda edizione del premio, la giuria selezionò 4 artisti under 35 tra i 402 artisti segnalati: Charles Avery, Avish Khebrehzadeh, Sara Rossi e Carola Spadoni.

#### Edizione 2004-2005
La terza edizione del premio, che vedeva in giuria Maria Vittoria Marini Clarelli, Paolo Colombo, Anna Mattirolo, Angela Vettese, Vicente Todolí, Ludovico Pratesi e Beatrice Buscaroli, selezionò tra 377 artisti partecipanti 4 nomi: Carolina Raquel Antich, Manfredi Beninati, Loris Cecchini e Lara Favaretto.

#### Edizione 2007
La quarta edizione del festival vedeva una giuria composta da Giovanni Castagnoli, Edoardo Cicelyn, Paolo Colombo e Gianfranco Maraniello che scelsero gli artisti Pietro Golia, Michol Assael, Roberto Cuoghi, Sarah Ciracì e Nico Vascellari. Quest'ultimo fu premiato "per la molteplicità dei codici linguistici con i quali l'artista si esprime e l'interessante interazione nella sua opera tra cultura contemporanea visiva e musicale".

### 2010-2012: Premio Italia
Finalmente nel 2010, con la conclusione dei lavori e l'apertura del MAXXI, il premio viene collocato nella struttura per cui era nato. Nel frattempo però aveva cambiato modalità e regolamenti già dal 2007, mutando ora anche il nome in Premio Italia. La DARC - Direzione Generale per l'Architettura e l'Arte Contemporanea che gestiva il premio assieme al MAXXI, coinvolse i responsabili di 18 musei italiani di arte contemporanea, al fine di segnalare un certo numero di artisti ognuno. Tra i nomi segnalati poi, una giuria del MAXXI seleziona 4 artisti finalisti, ai quali viene prodotta un'opera site-specific. L'esposizione prevedeva ora solo opere dei 4 finalisti, con l'acquisizione da parte del museo dell'opera del solo vincitore.

#### Edizione 2010
Il Premio Italia 2010 vide la curatela di Bartolomeo Pietromarchi ed in giuria Lorenzo Bini Smaghi, Iwona Blazwick, Carolyn Christov-Bakargiev, Adam Szymczyk. Gli artisti giunti come finalisti invece furono Rosa Barba, Rossella Biscotti, Gianluca e Massimiliano De Serio, Piero Golia. La vincitrice fu Rossella Biscotti.

#### Edizione 2012
Il Premio Italia 2012 fu curata da Giulia Ferracci con una giuria composta da Elena Filipovich, Udo Kittelmann, Anna Mattirolo, Jessica Morgan e Luigi Ontani. Gli artisti giunti come finalisti invece furono Giorgio Andreotta Calò, Patrizio di Massimo, Adrian Paci e Luca Trevisani. Il premio fu poi assegnato all'opera dal titolo Prima che sia notte di Giorgio Andreotta Calò con la motivazione "per la sintesi che la sua opera provoca tra l'esperienza individuale, il legame con lo spazio architettonico e quello urbano. L'opera riattiva la relazione del museo con la città e, nel caso del MAXXI in particolare, assorbe l'immagine della città al suo interno come metafora del rapporto speculare e di responsabilità tra l'istituzione ed il paese." Oltre all'acquisizione dell'opera da parte del museo, il MAXXI dedica all'autore una pubblicazione.

### 2014: Premio MAXXI
Nel 2014 il premio cambia ancora nome, mantenendo però una sostanziale continuità di metodo con le edizioni degli anni precedenti.

#### Edizione 2014
Nell'edizione del 2014 del Premio MAXXI, che vide ancora la curatela di Giulia Ferracci ed in giuria Fabio Cavallucci, Massimiliano Gioni, Hou Hanru, Anna Mattirolo, Giuseppe Penone e Susanne Pfeffer, furono selezionati tra gli artisti finalisti Yuri Ancarani, Micol Assael, Linda Fregni Nagler e Marinella Senatore. Il premio fu assegnato a quest'ultima con l'opera Natura dell'emozione. La giuria motivò così il premio: "Per la capacità di tradurre e narrare il nostro momento storico in un affresco originale, che connette Arte e società con energia e forza inedite".

#### Edizione 2016
Il 2016 vede una giuria composta da Hanru Hou, Matteo Garrone, Helena Kontova, Anna Mattirolo, Francesco Manacorda e Adelina von Fürstenberg ed ancora la curatela di Giulia Ferracci. Gli artisti selezionati sono invece Riccardo Arena, Ludovica Carbotta, Adelita Husni-Bey e Zapruder filmmakersgroup. A questi ultimi va il premio con la motivazione "a David Zamagni, Nadia Ranocchi e Monaldo Moretti per il solido percorso creativo, la competenza e la maturità di un'opera capace di attraversare i linguaggi della Performance, del Teatro, del Design, del Cinema come segno del radicamento della cultura italiana. Per la capacità di valicare i limiti geografici trasformando la realtà locale in un messaggio per pensare in maniera diversa ed innovativa". La giuria assegna poi una menzione speciale a Ludovica Carbotta "per la maturità raggiunta nell'interpretare lo spazio del museo, riconsiderandone ruolo e funzione. Per lo studio dei materiali, fino a farli diventare espressione di un'idea, di un concetto. Per la forte evocazione di un'interazione tra un luogo fisico ed un territorio immaginario".